# 31 июня (фильм)
«31 ию́ня» — советский двухсерийный телевизионный фильм-мюзикл в жанре фэнтези по мотивам одноимённой повести (1961) английского писателя Джона Бойнтона Пристли, снятый в 1978 году. Существенно отличается от оригинальной книги. Одна из самых значительных работ режиссёра Леонида Квинихидзе и композитора Александра Зацепина.
Премьера фильма состоялась 31 декабря 1978 года на Первой программе центрального ТВ, после чего картина на 7 лет «легла на полку» из-за того, что исполнитель одной из главных ролей — танцовщик Большого театра Александр Годунов — попросил политического убежища в США.

## Сюжет
Действие фильма происходит в Британии в двух временны́х линиях — в XII и XXI веках. Мелиот — правитель королевства Перадор — ищет жениха для своей дочери — принцессы Мелисенты. Те претенденты на её руку, что живут с ней в одно время, не подходят принцессе. В этот же день 30 июня человек XXI века — художник Сэм Пенти ищет образ девушки для рекламы чулок, которую ему необходимо сдать 1 июля. Увидев Мелисенту в зеркале, Сэм понимает, что нашёл ту, которую так долго искал.
Злой волшебник Мальгрим устраивает недолгую встречу Мелисенты и Сэма на Звёздном мосту. Они влюбляются друг в друга с первого взгляда, но за их соединение Мальгрим просит слишком большую плату — волшебную брошь Великого Мерлина, принадлежащую Мелисенте. Добрый волшебник Марлаграм пытается помочь влюблённым, но безуспешно.
Обитатели двух миров путешествуют туда и обратно, попадая в комические ситуации. С брошью приходится расстаться, но Сэм и Мелисента наконец обретают друг друга. Лунный день 31 июня заканчивается, и участники истории забывают всё, что с ними случилось в тот день. Только Сэм и Мелисента продолжают любить друг друга.

## В ролях
- Наталья Трубникова — принцесса Мелисента (вокал — Татьяна Анциферова)
- Николай Ерёменко-младший — Сэм Пенти (он же Белый Рыцарь), художник
- Владимир Зельдин — Мелиот, король Перадора, высокий повелитель Бермагора, Марралора и Парлотта, властелин Линсингтона, Нижних Мхов и Трёх Мостов / мистер Диммок, шеф рекламного агентства
- Владимир Этуш — Мальгрим, магистр чёрной и белой магии, племянник Марлаграма (в конце фильма — экскурсовод в музее)
- Людмила Власова — леди Нинет, придворная дама, отвергнувшая любовь Лемисона (вокал — Лариса Долина) / Энн, сотрудница рекламного агентства
- Александр Годунов — Лемисон, придворный музыкант / Боб Тейлор
  - озвучивание — Алексей Золотницкий
  - вокал — Яак Йоала
- Любовь Полищук — мисс Куини, хозяйка «Вороного коня» (вокал — Жанна Рождественская)
- Игорь Ясулович — магистр Джарви / доктор Джарвис
- Марина Нудьга — леди Джейн, привидение (вокал — Жанна Рождественская и Татьяна Анциферова)
- Эммануил Геллер — волшебник Марлаграм, ученик Великого Мерлина и дядя Мальгрима
- Михаил Кокшенов — слуга короля Мелиота
- Владимир Сошальский — шкипер Планкетт
- Ян Янакиев — Фил, художник и друг Сэма
- Вячеслав Войнаровский — Джек, глашатай (озвучивает Эдуард Изотов; в титрах не указан)

### Ансамбль балета Государственного Академического Большого театра Союза ССР
- Л. Исаева, Г. Лузина, Марина Нудьга, Е. Лапкина, Е. Малахова, Г. Чурсина — танцовщицы
- Юрий Ветров — сэр Генри (он же Чёрный Рыцарь), властелин Верхних Мхов и Нижних Отрогов (озвучивание — Игорь Ясулович, вокал — Сергей Беликов)

### В эпизодах
- Андрей Бродский
- Николай Лопушихин
- Мартин Ренский

## Создатели
- Режиссёр — Леонид Квинихидзе
- Сценарий Нины Фоминой при участии Леонида Квинихидзе
- Музыка Александра Зацепина
- Стихи Леонида Дербенёва, Риммы Казаковой, Юрия Энтина
- Хореография Веры Боккадоро
- Главный оператор — Илья Миньковецкий
- Главный художник — Георгий Колганов
- Художник по костюмам — Наталья Фирсова
- Звукорежиссёр — Семён Литвинов

## История создания
Сценарий фильма написан по отдалённым мотивам фантастической повести Джона Бойнтона Пристли «31 июня» с подзаголовком «История настоящей любви, предприимчивости и прогресса в век короля Артура и атомно-рекламный век». Используя завязку сюжета о художнике из недалёкого будущего, который влюбился в девушку из XII века, сценаристы придумали свою историю. В СССР это был распространённый ход при создании фильмов, используя имя «прогрессивного» писателя фактически написать собственный и оригинальный сценарий.
На главные роли пробовались ведущие исполнители страны. На роль леди Нинет планировали утвердить Ирину Понаровскую и Аллу Пугачёву, а на роль музыканта Лемисона — Андрея Миронова. Принцессу Мелисенту хотели сыграть Ирина Алфёрова и Елена Шанина. В итоге на ведущие роли режиссёр Леонид Квинихидзе выбрал артистов с хореографическим образованием: Людмилу Власову, Александра Годунова и Марину Нудьгу из Большого Театра; Наталью Трубникову из Музыкального театра имени К. С. Станиславского и Вл. И. Немировича-Данченко. Делая ставку на артистов балета, режиссёр понимал, что идёт на определённый риск. У руководителей советской кинематографии они имели негативную репутацию, так как нередко становились невозвращенцами. Первая жена Квинихидзе — балерина Наталия Макарова во время гастролей в 1970 году осталась в Лондоне.
Весь фильм, за исключением небольшой сцены поездки Мелисенты и Сэма на природу, был снят в павильоне. Съёмки картины прошли летом 1978 года за полтора месяца. Режиссёр был вынужден подстроиться под рабочий график танцоров, у которых летом был отпуск в театре, а съёмки шли в две смены.

Когда меня пригласили сниматься в фильме «31 июня» я с ужасом подумал, что меня там заставят петь. Мне казалось, что это будет не слишком эстетично. Я был «непоколебим» до конца и оказался единственным, кто не поёт. Всё, что они смогли заставить меня сделать, это пройти с партнёршей по «Звёздному мосту» — вариация танца.
— Николай Ерёменко
В фильме смешиваются жанры мюзикла и фантастики. Во главе сюжета картины — проникновенная любовная история, но главные герои так ни разу и не поцеловали друг друга.

## Музыка в фильме
В середине 1970-х годов композитор и по совместительству радиолюбитель Александр Зацепин оборудовал в своей московской квартире полноценную звукозаписывающую студию. В ней и были записаны и аранжированы все композиции для фильма. Хотя фильм снимали вполне официально, в звукозаписывающей студии «Мосфильма» не было условий для того, чтобы реализовать все замыслы композитора. Саундтрек фильма отличают оригинальные аранжировки, в которых аранжировщики Михаил Литвин и Виталий Клейнот использовали смешение различных музыкальных стилей. Использовали синтезатор Роберта Муга и модуляционные эффекты, а также революционную для популярной музыки в СССР обработку звука: фланжер, фузз и вау-вау. Звукорежиссёром фильма стал друг Александра Зацепина — известный специалист Виктор Бабушкин. Главный технолог Государственного дома радиовещания и звукозаписи Борис Меерзон отозвался о вкладе Бабушкина в создание фильма как о «выдающейся работе».
Лейтмотивом фильма (темой Мелисенты) служит мелодия песни «Ищу тебя». Для исполнения песен привлекли ведущих эстрадных исполнителей страны: рок-группу «Аракс» и ансамбль «Мелодия». Неожиданным оказался выбор голоса для принцессы Мелисенты — 23-летнюю солистку ансамбля «Музыки» из Ужгорода, Татьяну Анциферову пригласил в Москву на пробную запись Александр Зацепин, услышав концертные записи певицы через саксофониста Марка Беспалько. Эти записи, проходившие в конце 1979 года, оказались настолько удачными, что так и вошли в фильм без дублей. Помимо Анциферовой, в пробах участвовали Лариса Долина и Ирина Понаровская. По воспоминаниям Анциферовой, её рассматривали и в качестве актрисы: «Меня попросили отнести свои фотографии на „Мосфильм“, и там они понравились. Позже режиссёр Леонид Квинихидзе говорил: „Мы рассматривали твой вариант. Было бы неплохо, чтобы тот, кто поёт, тот и снимался“».
В 1984 году песню «Мир без любимого» Анциферовой запретили исполнять на сцене, потому что именно в это время режиссёра Юрия Любимова отстранили от должности художественного руководителя и главного режиссёра Театра на Таганке из-за интервью, данного им тогда журналисту газеты «Таймс», где Юрий Петрович резко высказался насчёт развития культурной политики в СССР. В результате чего его лишили советского гражданства и он был вынужден эмигрировать за рубеж. Поэтому в худсовете насчёт песни «Мир без любимого» тогда сказали:
Как мы можем пропустить эту песню? Ведь подумают, что мы сожалеем, что Любимов остался на Западе.
В 1980 году после выхода картины фирма «Мелодия» записала LP-диск «Песни из кинофильма „31 июня“», куда вошли композиции из фильма (8 песен: треки 3, 5, 6, 10, 12, 13, 14 и «Что было однажды» (Алла Пугачёва)). В основном все песни были записаны теми же исполнителями, что и в фильме. Заглавную композицию «Ищу тебя» (в аранжировке Михаила Литвина) перезаписали в исполнении Ксении Георгиади, так как голос Татьяны Анциферовой не устроил худсовет студии. На пластинке композицию «Он пришёл, этот добрый день» Анциферова исполнила одна, а в фильме — вместе с Яаком Йоалой (их вокал записывался по отдельности в разное время, а затем голоса были сведены).
Песня «Ищу тебя» в исполнении Георгиади стала одним из самых популярных шлягеров СССР, но на самом деле в фильме её исполняет именно Анциферова. Так, в октябре 1979 года песня заняла второе место по версии хит-парада «Московского комсомольца» (первое место заняла «Поднимись над суетой» в исполнении Аллы Пугачёвой).
В 1997 году новую версию песни «Ищу тебя» в фильме «Старые песни о главном-3» исполнила Лариса Долина. Песни «Лунный день» (в исполнении Михаила Файбушевича) и «Что было однажды» (в исполнении Аллы Пугачёвой) присутствовали в фильме во время его премьеры на ЦТ, а потом исчезли (последняя была издана на грампластинке).
В 2021 году под кураторством Александра Зацепина вышла расширенная версия саундтрека с улучшенной аудиодорожкой.

### Песни
| №            | Название                                                       | Персонаж(-и)          | Исполнители                              | Автор(-ы) слов                  | Время        |
| Первая серия | Первая серия                                                   | Первая серия          | Первая серия                             | Первая серия                    | Первая серия |
| ------------ | -------------------------------------------------------------- | --------------------- | ---------------------------------------- | ------------------------------- | ------------ |
| 1            | Песня леди Джейн («От грешных страстей и мирской суеты…»)      | леди Джейн            | Жанна Рождественская                     | Леонид Дербенёв                 | 1:12         |
| 2            | Драконография («Строго научный подход…»)                       | леди Нинет, Лемисон   | Лариса Долина, Яак Йоала                 | Леонид Дербенёв                 | 3:38         |
| 3            | Чарльстон («Имя Чарли, короля…»)                               | леди Джейн            | Татьяна Анциферова                       | Юрий Энтин                      | 4:22         |
| 4            | Золота слышен звон («Месяц назад я бедным юношей был…»)        | Боб Тейлор            | Яак Йоала                                | Леонид Дербенёв                 | 3:38         |
| 5            | Звёздный мост («Как странно светятся, сегодня светятся…»)      | Мелисента, Куинни     | Татьяна Анциферова, Жанна Рождественская | Леонид Дербенёв, Римма Казакова | 3:58         |
| 6            | Хэппи-энд («Часто, судьба, ты со мною груба…»)                 | Куинни                | Жанна Рождественская                     | Юрий Энтин                      | 2:38         |
| 7            | Любовь с первого взгляда («Твердят, верить не надо…»)          | Мелисента, леди Нинет | Татьяна Анциферова, Лариса Долина        | Леонид Дербенёв, Римма Казакова | 3:26         |
| 8            | Дракон по имени Кошмар                                         | сэр Генри             | Сергей Беликов                           | Леонид Дербенёв, Римма Казакова | 1:55         |
| 9            | Я всё равно на ней женюсь («Был я когда-то беспечен и весел…») | Боб Тейлор            | Яак Йоала                                | Леонид Дербенёв                 | 2:36         |
| Вторая серия |                                                                |                       |                                          |                                 |              |
| 10           | Мир без любимого («Сказочный мир, удивительный край…»)         | Мелисента             | Татьяна Анциферова                       | Юрий Энтин                      | 4:11         |
| 11           | Буду я королевой («Не бойся встать на самый край…»)            | леди Нинет            | Лариса Долина                            | Леонид Дербенёв, Римма Казакова | 3:08         |
| 12           | Любовь нас выбирает («Порой любовь, как ночь, темна…»)         | Лемисон               | Яак Йоала                                | Леонид Дербенёв                 | 4:42         |
| 13           | Ищу тебя («Всегда быть рядом не могут люди…»)                  | Мелисента             | Татьяна Анциферова                       | Леонид Дербенёв                 | 5:15         |
| 14           | Он пришёл, этот добрый день                                    | Мелисента, Боб Тейлор | Татьяна Анциферова, Яак Йоала            | Леонид Дербенёв, Римма Казакова | 4:34         |

## Судьба фильма после премьеры
Ещё на этапе съёмок картины создателям пришлось столкнуться с недовольством руководства киностудии. Им не нравились чуждо звучащие для советской эстрады музыкальные номера и слишком откровенные наряды танцоров.
Премьера фильма состоялась в новогоднюю ночь с 31 декабря 1978 года на 1 января 1979 года на Первой программе Центрального телевидения СССР. Фильм «лёг на полку» почти на 7 лет вскоре после премьеры. 23 августа 1979 года во время гастролей Большого театра в Нью-Йорке Александр Годунов обратился к американским властям с просьбой о предоставлении политического убежища в США. Его жена Людмила Власова вернулась в СССР. Запрету фильма также способствовало то обстоятельство, что в начале 1980-х годов композитор Александр Зацепин покинул СССР, уехав на постоянное жительство во Францию (в том числе из-за проблем с этим фильмом). Некоторые придирки руководства к содержанию песен и запреты выглядели абсурдными. Песня «Мир без любимого» якобы вызывала ассоциации с уехавшим за границу неблагонадёжным Юрием Любимовым. В песне «Звёздный мост» усмотрели аналогию с программой «звёздные войны».
Для всех балетных артистов-исполнителей главных ролей фильм стал практически единственной заметной работой в советском кинематографе. Наталья Трубникова снялась ещё в 14 фильмах, но только в эпизодических ролях. Марина Нудьга сыграла мадам Корри в следующем мюзикле Квинихидзе «Мэри Поппинс, до свидания» (1983).